# Локид Вега
Локид Вега (енгл. Lockheed Vega) је амерички висококрилни авион са капацитетом од шест путника, који је производила Локид корпорација почевши од 1927. године. Постао је познат по томе што су га користили бројни пилоти рекордери које је привукао робустан и веома дуг домет. Амелија Ерхарт је постала прва жена која је самостално прелетела Атлантски океан одједном, а Вајли Пост је употребио овај авион да докаже постојање млазне струје након што је два пута обишао свет.

## Дизајн и развој
Авион су дизајнирали Џон Нортроп и Џералд Вулти, обојица ће касније основати сопствене компаније, а авион је првобитно требало да служи Локидовим авио-линијама. Планирали су да направе авион са четири седишта који није био само робустан, већ и један од најбржих авиона своје ере. Користећи дрвени монокок труп, конзолна крила прекривена шперплочом и најбољи мотор на располагању, Вега је испунила обећање брзине.
Труп је направљен од лимова шперплоче, огуљених преко дрвених ребара. Користећи велики бетонски калуп, једна половина трупа трупа је ламинирана у деловима са лепком између сваког слоја, а затим је гумена бешица спуштена у калуп и надувана ваздухом како би се ламинација стиснула у облик према унутрашњости калупа. Две половине трупа су затим приковане и залепљене преко засебно конструисаног оквира ребара. Са овако конструисаним трупом, крилни носач није могао да пресече труп, па је конзолно крило са једним носачем монтирано на авион. Само су мотор и стајни трап остали у суштини неупотребљени, а на производним верзијама подвозје је имало облоге у облику суза које су прекривале точкове, док су само у најранијим верзијама недостајали НАЦА поклопци и цилиндри мотора били изложени ваздушном току. Покретао га је радијални мотор са ваздушним хлађењем Wright Whirlwind, који је испоручивао 168 kW (225 КС).

## Оперативна историја
Први Вега 1, назван „Златни орао”, полетео је из Локидове фабрике у Лос Анђелесу 4. јула 1927. године. Могао је да крстари тада брзим 193 km/h, а остварио је највећу брзину од 217 km/h. Терет од четири путника (плус један пилот) сматран је премалим за употребу у авио-компанијама. Неколико приватних власника наручило је дизајн, а до краја 1928. године произведено је 68 оригиналних дизајна. На националним ваздушним тркама 1929. у Кливленду, Вега је освојио сваку награду за брзину.
Године 1928, „Вега Јенки Дудл” (NX4769) је коришћен за обарање трансконтиненталних рекорда у брзини. Од 19. до 20. августа, холивудски каскадерски летач Артур Гебел оборио је рекорд од обале до обале Расела Могана, летећи из Лос Анђелеса у Гарден Сити у Њујорку, за 18 сати и 58 минута, што је такође био први директни лет са запада на исток. Дана 25. октобра, бивши поштански пилот Чарлс Б. Д. Колијер је за 24 сата и 51 минут оборио непрекидни рекорд од истока према западу који је 1923. године поставила ваздушна служба америчке војске. Покушавајући да обори нови рекорд запад−исток 3. новембра, Колијер се срушио у близини Прескота у Аризони, том приликом убивши њега и власника авиона Харија Џ. Такера.
У жељи да побољша дизајн, Локид је испоручио Вегу 5 1929. године. Додавањем мотора Pratt & Whitney R-1340 Wasp од 450 кс (336 kW) и нове НАЦА оплате побољшане су перформансе довољно да се дозволи додавање још два седишта и повећа брзина крстарења до 249 km/h и највећа брзина до 266 km/h. Нова конфигурација са шест седишта показала се као премала, а 5 је купљена првенствено за приватно ваздухопловство и извршни транспорт. Укупно је изграђено 64 ваздухоплова типа Вега 5. Године 1931, ваздушни корпус америчке војске купио је две Веге 5; један означен као Ц-12 и један као Ц-17. Ц-17 је имао додатне резервоаре горива у крилима.
Вега је понекад била тешка за слетање. У својим мемоарима, Елинор Смит је написала да има „сав потенцијал клизања громаде која пада са планине.” Осим тога, видљивост напред и са стране из кокпита била је изузетно ограничена; Лејн Валас, колумниста часописа Флајинг, написала је да би „чак и [у равном лету], ветробранско стакло нудило бољи поглед на небо од било чега другог, што би представљало већи изазов за откривање промена у надморској висини или углу нагиба. Приликом полетања или слетања скоро да не би било видљивости према напред.”

### Вега ДЛ-1А
Једнократни специјални ваздухоплов, заснован на ДЛ-1 са металним трупом, изградила је Детроит еркрафт корпорација и извезла ју је у Уједињено Краљевство за поручника команданта Глена Кидстона. Првобитно је у Великој Британији регистрован као Г-АБФЕ, а затим је пререгистрован као Г-АБГК да би укључио Кидстонове иницијале. Он је искористио ову Вегу да постави рекордно време од Велике Британије до Јужне Африке у априлу 1931. године. Након Кидстонове смрти следећег месеца, авион је продат власнику аустралијске авио-компаније, Хорију Милеру за његов улазак на Макробертсон ваздушну трку. Авион, којим је управљао Милеров главни пилот, капетан Џими Вудс, преврнуо се при слетању у Алепу, након чега се Вудс повукао из трке и ДЛ-1А је на крају испоручен у Аустралију. Након поправки и пререгистрације у ВХ-УВК, авион је коришћен за чартер и слободно летење од стране Милера, након чега је био предат Краљевским аустралијским ваздушним снагама 1941. године. Током 1944. године, авион је пребачен у Одељење цивилног ваздухопловства. Путем информација РААФ-ових пилота, ДЦА је изјавила да Вега има озбиљних проблема са контролом висине терена и да ће бити отписана. Покушаји Џејмса Вудса да поврати авион занемарени су и он је уништен у октобру 1945. године. Био је то једини Вега који је летео у Аустралији.

## Варијанте
Вега 1Моноплан са пет седишта у кабини, намењен за једног пилота и четири путника, са погоном радијалног клипног мотора Wright J-5, J-5A, J-5AB или J-5C Whirlwind са 225 кс (168 kW).
Вега 2Моноплан са пет седишта у кабини, са погоном радијалног клипног мотора Wright J-6 Whirlwind од 300 кс (224 kW).
Вега 2АРедизајн авиона Вега 2, модификован за руковаоце већом бруто масом.
Вега 2ДРедизајн авиона Вега 1 и Вега 2, сваки опремљен радијално клипним мотором Pratt & Whitney Wasp од 300 кс (224 kW).
Вега 5Побољшана верзија, опремљена са радијално клипним мотором Wasp A од 410 кс (306 kW), Wasp B од 450 кс (336 kW) или Wasp C1 од 420 кс (313 kW).
Вега 5АИзвршна транспортна верзија, са плишаним ентеријером.
Вега 5БВерзија са седам седишта за превоз путника, направљена за операције веће бруто тежине са комерцијалним оператерима.
Вега 5ЦМоноплан са седам седишта у кабини, са ревидираним репним површинама, направљен за операције веће бруто тежине.
ДЛ-1Вега 5Ц са трупом од лаке легуре. Изградила га је Детроит еркрафт корпорација.
ДЛ-1АЈеднократна тркачка и рекордна верзија.
ДЛ-1БМоноплан са седам седишта у кабини, сличан ДЛ-1. Изградила га је Детроит еркрафт корпорација.
Y1C-12Један ДЛ-1 набављен од ваздушног корпуса америчке војске за сервисне тестове и процену.
Y1C-17Један ДЛ-1Б набављен од ваздушног корпуса америчке војске за сервисне тестове и процену.
УЦ-101Један Вега 5Ц је стављен у службу ваздухопловства америчке војске 1942. године.

## Корисници
Аустралија
- Краљевско аустралијско ратно ваздухопловство

 САД
- Ваздушни корпус америчке војске
- Ваздушне снаге америчке војске

 Шпанија
- Шпанско републичко ратно ваздухопловство

## Изложени авиони
- 22 – Вега 5Б изложена у Националном музеју авијације и астронаутике у Вашингтону. Овај примерак је користила Амелија Ерхарт.[5][6]
- 40 – Вега 2Д изложена у Музеју Хенри Форд у Дирборну, Мичиген. Користио га је Доналд Бакстер Макмилан за истраживање и мапирање.[7][8]
- 72 – Вега 5Ц који је Кевин Кимбал обнавио за пловидбу, у Маунт Дори на Флориди за „Фантаси ов флајт” у Полк Ситију на Флориди.[9][10] Испрва у власништву Независне нафтне и гасне компаније из Тулсе, Оклахома; обновио га је Дејв Џејмисон 1969. године у шеми боје Вини Меј. Авион је такође послужио као лабораторија за електронику у ваздуху компаније Џенерал Електрик. Разликује се од оригинала већом инсталацијом мотора Р-1340.[11]
- 122 Вини Меј – Вега 5Ц исложен у Националном музеју авијације и астронаутике у Вашингтону, који је два пута летео по целом свету за тестирање на великим висинама од стране Вајли Поста.[12][13]
- 161 – ДЛ-1Б изложен са Џон О. Магофин Јр. из Тусона, Аризона. Првобитно је регистрован као NC12288. Његов први лет након рестаурације био је 17. децембра 2013. године.[14][15][16]
- 203 Shell Oil Number 7 – Вега 5Ц Нау је у приватном власништву и њиме управља Волтер Бау. Њиме је раније управљао Џими Дулитл.[17][18]

## Спецификације (Вега 5Ц)

### Опште карактеристике
- Посада: 1
- Капацитет: 6 путника
- Дужина: 8,38 m
- Распон крила: 12 m
- Висина: 2,59 m
- Површина крила: 25.5 m²
- Тежина празног ваздухоплова: 1.163 kg
- Бруто тежина: 2.041 kg
- Капацитет горива: 610 l
- Мотор: 1 × Pratt & Whitney R-1340C Wasp 9-цилиндрични ваздушно хлађени радијални клипни мотор, 450 кс (340 kW)
- Пропелери: пропелер са 2 лопатице фиксног нагиба

### Перформансе
- Максимална брзина: 298 km/h
- Брзина крстарења: 266 km/h
- Домет: 1.167 km
- Плафон лета: 5.800 m
- Брзина успона: 6,6 m/s
- Оптерећење крила: 86 kg/m²
- Специфична снага: 0,16 kW/kg

### Цитати
1. ↑  „"Charles B.D. Collyer."”. Архивирано из оригинала 18. 05. 2014. г. Приступљено 27. 12. 2012. Davis-Monthan Aviation Field Register,  December 25, 2011..
2. ↑  Smith 1981, стр. 94
3. 1 2  Goodall, Geoff. "Vega VH-UVK: The Story of a Unique Aeroplane." Journal of the Aviation Historical Society of Australia, Volume 17, Issue 4.
4. ↑  Budd Davidson (јун 2014). „A Superstar Reborn”. Sport Aviation: 52.
5. ↑  „Amelia Earhart's Lockheed Vega 5B”. Smithsonian National Air and Space Museum. Архивирано из оригинала 21. 07. 2019. г. Приступљено 25. 9. 2017.
6. ↑  „FAA REGISTRY [N7952]”. Federal Aviation Administration. U.S. Department of Transportation. Архивирано из оригинала 26. 09. 2017. г. Приступљено 25. 9. 2017.
7. ↑  „1929 Lockheed Vega 5B Monoplane, Used by Explorer Donald MacMillan”. The Henry Ford. The Henry Ford. Приступљено 25. 9. 2017.
8. ↑  „Airframe Dossier - Lockheed Vega 2D, c/n 40, c/r N965Y {2}”. Aerial Visuals. AerialVisuals.ca. Приступљено 25. 9. 2017.
9. ↑  Weeks, Kermit (15. 7. 2012). „Lockheed Vega heads off for Restoration!”. Fantasy of Flight. Fantasy of Flight. Приступљено 25. 9. 2017.
10. ↑  Clukey, Pete. „Vega Number 72: Keeping History Alive”. Lockheed Martin. Lockheed Martin Corporation. Приступљено 25. 9. 2017.
11. ↑  "The Return of the Winnie Mae." Sport Aviation, October 1969.
12. ↑  „Lockheed Vega Winnie Mae”. Smithsonian National Air and Space Museum. Архивирано из оригинала 06. 02. 2020. г. Приступљено 25. 9. 2017.
13. ↑  Swopes, Bryan R. (15. 7. 2017). „15 July 1933”. This Day in Aviation. WordPress. Приступљено 25. 9. 2017.
14. ↑  „Lockheed Vega Restoration Update”. Antique Airfield. Antique Aircraft Association and Airpower Museum. 6. 3. 2013. Архивирано из оригинала 28. 07. 2021. г. Приступљено 25. 9. 2017.
15. ↑  Phelps, Mark (19. 12. 2013). „Video: Vintage Lockheed Vega Flies Again”. Flying. Flying Magazine. Архивирано из оригинала 23. 12. 2013. г. Приступљено 25. 9. 2017.
16. ↑  „FAA REGISTRY [N12288]”. Federal Aviation Administration. U.S. Department of Transportation. Архивирано из оригинала 26. 09. 2017. г. Приступљено 25. 9. 2017.
17. ↑  Namowitz, Dan (16. 6. 2016). „DOOLITTLE CENTER ACQUIRES HISTORIC LOCKHEED VEGA”. AOPA. Aircraft Owners and Pilots Association. Приступљено 25. 9. 2017.
18. ↑  „FAA REGISTRY [N13705]”. Federal Aviation Administration. U.S. Department of Transportation. Архивирано из оригинала 09. 07. 2018. г. Приступљено 25. 3. 2020.